# Filoni auriferi
Il filone aurifero è la parte di una miniera (oro nativo) o di un fiume (oro alluvionale) che contiene maggiormente l'oro.

## Descrizione
Solitamente, essendo la parte centrale, è anche la più interna (miniera) e quella più profonda (letto del fiume).
Tuttavia, nel caso dell'oro alluvionale, il minerale viene spesso trasportato da imponenti piene sulle anse dei fiumi, e questo continuo movimento lo leviga e lo appiattisce dandogli la tipica forma di una pagliuzza.
In Italia, pur essendo il fenomeno marginale, non è però del tutto assente. Le località principali dove si verifica questo fenomeno dell'oro alluvionale sono sulle anse dei fiumi Elvo, Orco, Ticino e Orba. In tutti e quattro la presenza di oro è dovuta all'erosione da parte dei ghiacciai durante l'ultima era glaciale circa 10.000 anni fa, che hanno sgretolato le rocce e hanno portato l'oro nei fondovalle.
Quindi, lungo i fiumi i filoni auriferi si trovano principalmente dove l'acqua rallenta dopo le imponenti piene dei fiumi di montagna, essendo l'oro uno dei minerali più pesanti insieme al platino e all'argento.